# Bataille de Baçente
Guerre adalo-éthiopienne et Conflits entre Ottomans et Portugais (1538–1559)
La Bataille de Baçente a eu lieu le 2 février 1542 lorsqu'une armée portugaise sous Cristóvão da Gama a pris un fort tenu par les forces Adalites dans le nord de l'Éthiopie. Les Portugais ont subi des pertes minimes, tandis que les défenseurs auraient tous été tués.
La reine Seble Wongel s'opposa à cette attaque, arguant que Da Gama devrait attendre que son fils, l'empereur Gelawdewos, ait pu marcher au nord de Shewa et rejoindre les Portugais. Cependant, Da Gama était inquiet de décevoir la paysannerie locale qui aurait risquer de ne plus ravitailler ses troupes, et donc ne souhaitait pas contourner le fort musulman.
Après une première attaque destinée à estimer le nombre de défenseurs en présence - ce que la reine Seble Wongel prit initialement pour une défaite - Da Gama ordonna une attaque depuis trois côtés le lendemain. Les défenseurs furent anéantis, tandis que les portugais connurent peu de pertes. Neuf chevaux et plusieurs mulets furent capturés, ce qui s'avéra utile par la suite, «comme un fait d'armes, cette capture de notables» . Une mosquée, qui était à l'origine une église avant que le fort ne soit occupée par les hommes de l'Imam Ahmad ibn Ibrahim al-Ghazi, fut de nouveau consacrée en tant qu'église et dédiée à «Notre-Dame de la Victoire». La messe y fut célébrée le lendemain. Le corps expéditionnaire y passa le reste du mois de février, se remettant de la bataille .
Le portugais Baçente a été identifié comme faisant référence à Amba Senayt dans Haramat par R.S. Whiteway ,.

## Traduction
- (en) Cet article est partiellement ou en totalité issu de l’article de Wikipédia en anglais intitulé « Battle of Baçente » (voir la liste des auteurs).